# Lonchura flaviprymna
El capuchino culiamarillo (Lonchura flaviprymna) es una especie de ave paseriforme de la familia Estrildidae endémica del norte de Australia.

## Distribución y hábitat
Se lo encuentra en el sector oriental de la región de Kimberley y noroeste del Northern Territory, Australia. Se estima que habita en una zona que abarca unos 20.000 a 50.000 km². Su hábitat natural son  manglares tropicales, la sabana húmeda y humedales.